# 372024 Ayapani
372024 Ayapani è un asteroide della fascia principale. Scoperto nel 2008, presenta un'orbita caratterizzata da un semiasse maggiore pari a 3,0163483 UA e da un'eccentricità di 0,2155180, inclinata di 14,90127° rispetto all'eclittica.
L'asteroide è dedicato al nome con cui si indicano le penne delle aquile dalla testa di serpente che, nel folklore dell'isola dove è avvenuta la scoperta, prenderebbero il volo nella notte di capodanno.